# الانتخابات البلدية الجزئية التونسية 2020
تحتوي هذه المقالة على قائمة الانتخابات الجزئية البلدية التي نظمت وستنظم في تونس في 2020. آخر انتخابات بلدية هي الانتخابات البلدية التونسية 2018.

## الحصيلة
| الحزب السياسي | الحزب السياسي         | رؤساء البلديات المنتهية ولايتهم | رؤساء البلديات المنتخبون | التطور |
| ------------- | --------------------- | ------------------------------- | ------------------------ | ------ |
|               | حركة النهضة           | 2                               | 4                        | ▲ 2    |
|               | الجبهة الشعبية        | 2                               | 0                        | ▼ 2    |
|               | نداء تونس             | 6                               | 0                        | ▼ 6    |
|               | حركة الشعب            | 1                               | 0                        | ▼ 1    |
|               | المستقلون (باختلافهم) | 3                               | 10                       | ▲ 7    |
|               | المجموع               | 14                              | 14                       |        |

## الانتخابات

### البطان(ولاية منوبة)
رئيسة البلدية المنتهية ولايتها: مبروكة الصالحي (عن حركة الشعب).

رئيس البلدية المنتخب: واصف المديوني (عن القائمة المستقلة «البطان خير»).

السياق: بعد استقالة 10 مستشارين بلديين من جملة 18 في 2 أغسطس 2019، تم حل المجلس البلدي في ?، وتقرر تنظيم انتخابات جزئية يوم 26 يناير 2020، على أن يقترع الأمنيون والعسكريون يوم 25 يناير.
| القائمة                                   | القائمة                             | عدد الأصوات | %     | عدد المقاعد |
| ----------------------------------------- | ----------------------------------- | ----------- | ----- | ----------- |
|                                           | القائمة المستقلة «البطان خير»       | 802         | 37.06 | 7           |
|                                           | حركة النهضة                         | 464         | 21.44 | 4           |
|                                           | القائمة المستقلة «الإصلاح والتغيير» | 398         | 18.39 | 3           |
|                                           | حركة الشعب                          | 257         | 11.88 | 2           |
|                                           | نداء تونس                           | 243         | 11.23 | 2           |
|                                           |                                     |             |       |             |
| الأصوات الصحيحة                           | الأصوات الصحيحة                     | 164 2       | 96.56 |             |
| الأوراق البيضاء                           | الأوراق البيضاء                     | 13          | 0.58  |             |
| الأوراق الملغاة                           | الأوراق الملغاة                     | 64          | 2.85  |             |
| المجموع                                   | المجموع                             | 241 2       | 100   | 18          |
| الامتناع                                  | الامتناع                            | 562 9       | 81.01 |             |
| المشاركة                                  | المشاركة                            | 241 2       | 18.99 |             |
| المسجلون                                  | المسجلون                            | 803 11      | 100   |             |
| المصدر: الهيئة العليا المستقلة للانتخابات |                                     |             |       |             |

### الدندان(ولاية منوبة)
رئيسة البلدية المنتهية ولايتها: نورهان بوعنان (عن حركة النهضة).

رئيس البلدية المنتخب: ضحى العلاقي (عن حركة النهضة).

السياق: بعد استقالة 13 مستشارا بلديا من جملة 18 في 9 أكتوبر 2019، تم حل المجلس البلدي في ?، وتقرر تنظيم انتخابات جزئية يوم 26 يناير 2020، على أن يقترع الأمنيون والعسكريون يوم 25 يناير.
| القائمة                                   | القائمة                         | عدد الأصوات | %     | عدد المقاعد |
| ----------------------------------------- | ------------------------------- | ----------- | ----- | ----------- |
|                                           | حركة النهضة                     | 703         | 40.29 | 10          |
|                                           | القائمة المستقلة «الدندان أولا» | 295         | 16.91 | 4           |
|                                           | القائمة المستقلة «يد وحدة»      | 292         | 16.73 | 4           |
|                                           | مشروع تونس                      | 236         | 13.52 | 3           |
|                                           | حزب التيار الديمقراطي           | 219         | 12.55 | 3           |
|                                           |                                 |             |       |             |
| الأصوات الصحيحة                           | الأصوات الصحيحة                 | 745 1       | 97.70 |             |
| الأوراق البيضاء                           | الأوراق البيضاء                 | 14          | 0.78  |             |
| الأوراق الملغاة                           | الأوراق الملغاة                 | 27          | 1.52  |             |
| المجموع                                   | المجموع                         | 786 1       | 100   | 24          |
| الامتناع                                  | الامتناع                        | 863 16      | 90.42 |             |
| المشاركة                                  | المشاركة                        | 786 1       | 9.58  |             |
| المسجلون                                  | المسجلون                        | 649 18      | 100   |             |
| المصدر: الهيئة العليا المستقلة للانتخابات |                                 |             |       |             |

### نفزة(ولاية باجة)
رئيس البلدية المنتهية ولايته: رضا العلوي (عن نداء تونس).

رئيس البلدية المنتخب: ماهر فرايحي (عن القائمة المستقلة «نفزة المستقبل»).

السياق: بعد استقالة 13 مستشارا بلديا من جملة 24 في 2019، تم حل المجلس البلدي في ?، وتقرر تنظيم انتخابات جزئية يوم 26 يناير 2020، على أن يقترع الأمنيون والعسكريون يوم 25 يناير.
| القائمة                                   | القائمة                          | عدد الأصوات | %     | عدد المقاعد |
| ----------------------------------------- | -------------------------------- | ----------- | ----- | ----------- |
|                                           | حركة النهضة                      | 816         | 18.78 | 4           |
|                                           | حركة الشعب                       | 681         | 15.67 | 4           |
|                                           | القائمة المستقلة «نفزة تتحرر»    | 660         | 15.19 | 4           |
|                                           | القائمة المستقلة «نفزة المستقبل» | 648         | 14.91 | 4           |
|                                           | القائمة المستقلة «نفزة الإشعاع»  | 461         | 10.61 | 2           |
|                                           | نداء تونس                        | 326         | 7.50  | 2           |
|                                           | القائمة المستقلة «الطموح»        | 322         | 7.41  | 2           |
|                                           | القائمة المستقلة «نفزة الإرادة»  | 282         | 6.49  | 1           |
|                                           | القائمة المستقلة «الكرامة»       | 150         | 3.45  | 1           |
|                                           |                                  |             |       |             |
| الأصوات الصحيحة                           | الأصوات الصحيحة                  | 346 4       | 95.10 |             |
| الأوراق البيضاء                           | الأوراق البيضاء                  | 55          | 1.20  |             |
| الأوراق الملغاة                           | الأوراق الملغاة                  | 169         | 3.70  |             |
| المجموع                                   | المجموع                          | 570 4       | 100   | 24          |
| الامتناع                                  | الامتناع                         | 412 16      | 78.22 |             |
| المشاركة                                  | المشاركة                         | 570 4       | 21.78 |             |
| المسجلون                                  | المسجلون                         | 982 20      | 100   |             |
| المصدر: الهيئة العليا المستقلة للانتخابات |                                  |             |       |             |

### قصيبة الثريات(ولاية سوسة)
رئيس البلدية المنتهية ولايته: محمد بوعيصدة (عن القائمة المستقلة «التحدي»).

رئيس البلدية المنتخب: لطفي رمضان (عن القائمة المستقلة «طوق الحرية»).

السياق: بعد استقالة 11 مستشارا بلديا من جملة 18 في 9 أغسطس 2019، تم حل المجلس البلدي في ?، وتقرر تنظيم انتخابات جزئية يوم 26 يناير 2020، على أن يقترع الأمنيون والعسكريون يوم 25 يناير.
| القائمة                                   | القائمة                       | عدد الأصوات | %     | عدد المقاعد |
| ----------------------------------------- | ----------------------------- | ----------- | ----- | ----------- |
|                                           | القائمة المستقلة «طوق الحرية» | 891         | 54.13 | 10          |
|                                           | حركة النهضة                   | 608         | 36.94 | 7           |
|                                           | حزب التيار الديمقراطي         | 147         | 8.93  | 1           |
|                                           |                               |             |       |             |
| الأصوات الصحيحة                           | الأصوات الصحيحة               | 646 1       | 96.77 |             |
| الأوراق البيضاء                           | الأوراق البيضاء               | 17          | 1.00  |             |
| الأوراق الملغاة                           | الأوراق الملغاة               | 38          | 2.23  |             |
| المجموع                                   | المجموع                       | 701 1       | 100   | 18          |
| الامتناع                                  | الامتناع                      | 460 5       | 76.25 |             |
| المشاركة                                  | المشاركة                      | 701 1       | 23.75 |             |
| المسجلون                                  | المسجلون                      | 161 7       | 100   |             |
| المصدر: الهيئة العليا المستقلة للانتخابات |                               |             |       |             |

### رقادة(ولاية القيروان)
رئيسة البلدية المنتهية ولايتها: خولة قادري (عن الجبهة الشعبية).

رئيس البلدية المنتخب: الطيب الطالبي (عن القائمة المستقلة «رقادة تجمعنا»).

السياق: بعد استقالة 10 مستشارين بلديين من جملة 18 في 27 أكتوبر 2019، تم حل المجلس البلدي في ?، وتقرر تنظيم انتخابات جزئية يوم 26 يناير 2020، على أن يقترع الأمنيون والعسكريون يوم 25 يناير.
| القائمة                                   | القائمة                           | عدد الأصوات | %     | عدد المقاعد |
| ----------------------------------------- | --------------------------------- | ----------- | ----- | ----------- |
|                                           | حركة النهضة                       | 547         | 17.09 | 3           |
|                                           | القائمة المستقلة «طموح وعمل»      | 482         | 15.06 | 3           |
|                                           | القائمة المستقلة «رقادة تجمعنا»   | 476         | 14.88 | 3           |
|                                           | القائمة المستقلة «الشباب يريد»    | 343         | 10.72 | 2           |
|                                           | القائمة المستقلة «العمل»          | 280         | 8.75  | 1           |
|                                           | القائمة المستقلة «الإرادة والعمل» | 244         | 7.63  | 1           |
|                                           | القائمة المستقلة «التحدي»         | 162         | 5.06  | 1           |
|                                           | القائمة المستقلة «الأمل»          | 147         | 4.59  | 1           |
|                                           | القائمة المستقلة «الطموح والتحدي» | 146         | 4.56  | 1           |
|                                           | القائمة المستقلة «أمل رقادة»      | 138         | 4.31  | 1           |
|                                           | القائمة المستقلة «المستقبل»       | 127         | 3.97  | 1           |
|                                           | القائمة المستقلة «رقادة أحسن»     | 108         | 3.38  | 0           |
|                                           |                                   |             |       |             |
| الأصوات الصحيحة                           | الأصوات الصحيحة                   | 200 3       | 96.73 |             |
| الأوراق البيضاء                           | الأوراق البيضاء                   | 33          | 1.00  |             |
| الأوراق الملغاة                           | الأوراق الملغاة                   | 75          | 2.27  |             |
| المجموع                                   | المجموع                           | 308 3       | 100   | 18          |
| الامتناع                                  | الامتناع                          | 095 8       | 70.99 |             |
| المشاركة                                  | المشاركة                          | 308 3       | 20.01 |             |
| المسجلون                                  | المسجلون                          | 403 11      | 100   |             |
| المصدر: الهيئة العليا المستقلة للانتخابات |                                   |             |       |             |

### حاسي الفريد(ولاية القصرين)
رئيسة البلدية المنتهية ولايتها: شيراز ذيبي (عن نداء تونس).

رئيس البلدية المنتخب: الناجي خضراوي (عن حركة النهضة)

السياق: بعد استقالة 10 مستشارين بلديين من جملة 18 في 27 ديسمبر 2019، تم حل المجلس البلدي في ?، وتقرر تنظيم انتخابات جزئية يوم 29 مارس 2020، على أن يقترع الأمنيون والعسكريون يوم 28 مارس. بسبب جائحة فيروس كورونا، تم تأجيل الانتخابات ل4 يوليو بالنسبة للأمنيين والعسكريين و5 يوليو بالنسبة لعموم الناخبين.
| القائمة                                   | القائمة                              | عدد الأصوات | %     | عدد المقاعد |
| ----------------------------------------- | ------------------------------------ | ----------- | ----- | ----------- |
|                                           | حركة النهضة                          | 1271        | 29.34 | 6           |
|                                           | القائمة المستقلة «الأمل»             | 750         | 17.31 | 3           |
|                                           | القائمة المستقلة «الصمود»            | 392         | 9.05  | 2           |
|                                           | القائمة المستقلة «كلنا لحاسي الفريد» | 323         | 7.46  | 2           |
|                                           | القائمة المستقلة «حاسي الفريد تنتصر» | 314         | 7.25  | 1           |
|                                           | القائمة المستقلة «الإئتلاف»          | 280         | 6.46  | 1           |
|                                           | القائمة المستقلة «صوت الحكمة»        | 251         | 5.79  | 1           |
|                                           | القائمة المستقلة «الدب الأبيض»       | 219         | 5.09  | 1           |
|                                           | حزب التيار الديمقراطي                | 161         | 3.72  | 1           |
|                                           | القائمة المستقلة «النور»             | 128         | 2.95  | 0           |
|                                           | القائمة المستقلة «شباب حاسي الفريد»  | 122         | 2.82  | 0           |
|                                           | القائمة المستقلة «الانتصار»          | 121         | 2.79  | 0           |
|                                           |                                      |             |       |             |
| الأصوات الصحيحة                           | الأصوات الصحيحة                      | 332 4       | 96.85 |             |
| الأوراق البيضاء                           | الأوراق البيضاء                      | 42          | 0.94  |             |
| الأوراق الملغاة                           | الأوراق الملغاة                      | 99          | 2.21  |             |
| المجموع                                   | المجموع                              | 473 4       | 100   | 18          |
| الامتناع                                  | الامتناع                             | 829 7       | 63.64 |             |
| المشاركة                                  | المشاركة                             | 473 4       | 36.36 |             |
| المسجلون                                  | المسجلون                             | 302 12      | 100   |             |
| المصدر: الهيئة العليا المستقلة للانتخابات |                                      |             |       |             |

### جبنيانة(ولاية صفاقس)
رئيسة البلدية المنتهية ولايتها: جودة الزغيدي (عن الجبهة الشعبية).

رئيس البلدية المنتخب: عبد الحافظ الوحيشي (عن القائمة المستقلة «من أجل جبنيانة»)

السياق: بعد استقالة 16 مستشارا بلديا من جملة 24 في 18 ديسمبر 2019، تم حل المجلس البلدي في ?، وتقرر تنظيم انتخابات جزئية يوم 29 مارس 2020، على أن يقترع الأمنيون والعسكريون يوم 28 مارس. بسبب جائحة فيروس كورونا، تم تأجيل الانتخابات ل4 يوليو بالنسبة للأمنيين والعسكريين و5 يوليو بالنسبة لعموم الناخبين.
| القائمة                                   | القائمة                           | عدد الأصوات | %     | عدد المقاعد |
| ----------------------------------------- | --------------------------------- | ----------- | ----- | ----------- |
|                                           | القائمة المستقلة «من أجل جبنيانة» | 1450        | 37.42 | 9           |
|                                           | حركة النهضة                       | 968         | 24.98 | 6           |
|                                           | القائمة المستقلة «جمعتنا جبنيانة» | 749         | 19.33 | 5           |
|                                           | القائمة المستقلة «الإرادة والعمل» | 708         | 18.27 | 4           |
|                                           |                                   |             |       |             |
| الأصوات الصحيحة                           | الأصوات الصحيحة                   | 875 3       | 95.94 |             |
| الأوراق البيضاء                           | الأوراق البيضاء                   | 66          | 1.64  |             |
| الأوراق الملغاة                           | الأوراق الملغاة                   | 98          | 2.42  |             |
| المجموع                                   | المجموع                           | 039 4       | 100   | 24          |
| الامتناع                                  | الامتناع                          | 370 17      | 81.14 |             |
| المشاركة                                  | المشاركة                          | 039 4       | 18.86 |             |
| المسجلون                                  | المسجلون                          | 409 21      | 100   |             |
| المصدر: الهيئة العليا المستقلة للانتخابات |                                   |             |       |             |

### كسرى(ولاية سليانة)
رئيس البلدية المنتهية ولايته: شعبان الحمزاوي (عن حركة النهضة).

رئيس البلدية المنتخب: إسكندر القايد (عن القائمة المستقلة «كسرى تجمعنا»)

السياق: بعد استقالة 10 مستشارين بلديين من جملة 18 في 15 يناير 2020، تم حل المجلس البلدي في 30 يناير 2020، وتقرر تنظيم انتخابات جزئية يوم 30 أغسطس 2020، على أن يقترع الأمنيون والعسكريون يوم 29 أغسطس.
| القائمة                                   | القائمة                           | عدد الأصوات | %     | عدد المقاعد |
| ----------------------------------------- | --------------------------------- | ----------- | ----- | ----------- |
|                                           | القائمة المستقلة «كسرى تجمعنا»    | 1440        | 52.67 | 10          |
|                                           | حركة النهضة                       | 740         | 27.07 | 5           |
|                                           | القائمة المستقلة «الإرتقاء»       | 376         | 13.75 | 2           |
|                                           | القائمة المستقلة «الأمانة تجمعنا» | 178         | 6.51  | 1           |
|                                           |                                   |             |       |             |
| الأصوات الصحيحة                           | الأصوات الصحيحة                   | 734 2       | 94.28 |             |
| الأوراق البيضاء                           | الأوراق البيضاء                   | 40          | 1.38  |             |
| الأوراق الملغاة                           | الأوراق الملغاة                   | 126         | 3.34  |             |
| المجموع                                   | المجموع                           | 900 2       | 100   | 18          |
| الامتناع                                  | الامتناع                          | 612 7       | 72.41 |             |
| المشاركة                                  | المشاركة                          | 900 2       | 27.59 |             |
| المسجلون                                  | المسجلون                          | 512 10      | 100   |             |
| المصدر: الهيئة العليا المستقلة للانتخابات |                                   |             |       |             |

### المرجى(ولاية الكاف)
رئيس البلدية المنتهية ولايته: جميلة عبد اللاوي (عن نداء تونس).

رئيس البلدية المنتخب: آمنة العبيدي (عن القائمة المستقلة «العهد»).

السياق: بعد استقالة 8 مستشارين بلديين من جملة 12 في 19 مارس 2020، تم حل المجلس البلدي في 8 مايو 2020، وتقرر تنظيم انتخابات جزئية يوم 30 أغسطس 2020، على أن يقترع الأمنيون والعسكريون يوم 29 أغسطس.
| القائمة                                   | القائمة                         | عدد الأصوات | %     | عدد المقاعد |
| ----------------------------------------- | ------------------------------- | ----------- | ----- | ----------- |
|                                           | القائمة المستقلة «التنمية أولا» | 365         | 41.10 | 5           |
|                                           | القائمة المستقلة «العهد»        | 304         | 34.23 | 4           |
|                                           | حركة النهضة                     | 219         | 24.66 | 3           |
|                                           |                                 |             |       |             |
| الأصوات الصحيحة                           | الأصوات الصحيحة                 | 888         | 90.43 |             |
| الأوراق البيضاء                           | الأوراق البيضاء                 | 12          | 1.22  |             |
| الأوراق الملغاة                           | الأوراق الملغاة                 | 82          | 8.35  |             |
| المجموع                                   | المجموع                         | 982         | 100   | 12          |
| الامتناع                                  | الامتناع                        | 285 2       | 69.94 |             |
| المشاركة                                  | المشاركة                        | 982         | 30.06 |             |
| المسجلون                                  | المسجلون                        | 267 3       | 100   |             |
| المصدر: الهيئة العليا المستقلة للانتخابات |                                 |             |       |             |

### قربة(ولاية نابل)
رئيس البلدية المنتهية ولايته: عبد اللطيف بوطريف (عن القائمة المستقلة «الإزدهار»).

رئيس البلدية المنتخب: فوزي الحجيج (عن حركة النهضة).

السياق: بعد استقالة 21 مستشارين بلديين من جملة 30 في 5 مارس 2020، تم حل المجلس البلدي في 16 مارس 2020، وتقرر تنظيم انتخابات جزئية يوم 30 أغسطس 2020، على أن يقترع الأمنيون والعسكريون يوم 29 أغسطس.
| القائمة                                   | القائمة                           | عدد الأصوات | %     | عدد المقاعد |
| ----------------------------------------- | --------------------------------- | ----------- | ----- | ----------- |
|                                           | القائمة المستقلة «قربة الغالية»   | 682 1       | 27.12 | 8           |
|                                           | حركة النهضة                       | 243 1       | 20.04 | 6           |
|                                           | القائمة المستقلة «قربة في عينينا» | 117 1       | 18.01 | 5           |
|                                           | القائمة المستقلة «أمانة»          | 752         | 12.12 | 4           |
|                                           | القائمة المستقلة «التنمية»        | 612         | 9.87  | 3           |
|                                           | القائمة المستقلة «الازدهار»       | 584         | 8.83  | 3           |
|                                           | القائمة المستقلة «صوتنا 2»        | 249         | 4.01  | 1           |
|                                           |                                   |             |       |             |
| الأصوات الصحيحة                           | الأصوات الصحيحة                   | 203 6       | 96.98 |             |
| الأوراق البيضاء                           | الأوراق البيضاء                   | 70          | 1.10  |             |
| الأوراق الملغاة                           | الأوراق الملغاة                   | 123         | 1.92  |             |
| المجموع                                   | المجموع                           | 396 6       | 100   | 30          |
| الامتناع                                  | الامتناع                          | 627 25      | 80.02 |             |
| المشاركة                                  | المشاركة                          | 396 6       | 19.98 |             |
| المسجلون                                  | المسجلون                          | 023 32      | 100   |             |
| المصدر: الهيئة العليا المستقلة للانتخابات |                                   |             |       |             |

### فوسانة(ولاية القصرين)
رئيس البلدية المنتهية ولايته: محمد الطاهر العوني (عن القائمة المستقلة «إرادة الحياة»).

رئيس البلدية المنتخب: محمد الطاهر العوني (عن القائمة المستقلة «إرادة الحياة»).

السياق: بعد استقالة 13 مستشارا بلديا من جملة 24 في 1 مايو 2020، تم حل المجلس البلدي في 16 مايو 2020، وتقرر تنظيم انتخابات جزئية يوم 30 أغسطس 2020، على أن يقترع الأمنيون والعسكريون يوم 29 أغسطس.
| القائمة                                   | القائمة                                          | عدد الأصوات | %     | عدد المقاعد |
| ----------------------------------------- | ------------------------------------------------ | ----------- | ----- | ----------- |
|                                           | القائمة المستقلة «إرادة الحياة»                  | 953         | 16.24 | 4           |
|                                           | القائمة المستقلة «فوسانة الجديدة»                | 919         | 15.66 | 4           |
|                                           | حركة النهضة                                      | 582         | 9.92  | 3           |
|                                           | القائمة المستقلة «فوسانة الخير»                  | 459         | 7.82  | 2           |
|                                           | القائمة المستقلة «أمل وعمل»                      | 375         | 6.39  | 2           |
|                                           | القائمة المستقلة «معا»                           | 353         | 6.01  | 2           |
|                                           | القائمة المستقلة «وحدة وعمل»                     | 330         | 5.62  | 2           |
|                                           | القائمة المستقلة «الزيتونة للتنمية»              | 278         | 4.74  | 1           |
|                                           | القائمة المستقلة «فوسانة الشباب والتجديد»        | 224         | 3.82  | 1           |
|                                           | القائمة المستقلة «الإشراق»                       | 211         | 3.60  | 1           |
|                                           | القائمة المستقلة «الوئام»                        | 207         | 3.53  | 1           |
|                                           | القائمة المستقلة «الصمود من أجل التنمية بفوسانة» | 187         | 3.19  | 1           |
|                                           | قائمات مستقلة أخرى                               | 791         | 13.48 | 0           |
|                                           |                                                  |             |       |             |
| الأصوات الصحيحة                           | الأصوات الصحيحة                                  | 869 5       | 96.01 |             |
| الأوراق البيضاء                           | الأوراق البيضاء                                  | 63          | 1.03  |             |
| الأوراق الملغاة                           | الأوراق الملغاة                                  | 181         | 2.96  |             |
| المجموع                                   | المجموع                                          | 113 6       | 100   | 24          |
| الامتناع                                  | الامتناع                                         | 109 16      | 72.50 |             |
| المشاركة                                  | المشاركة                                         | 113 6       | 27.50 |             |
| المسجلون                                  | المسجلون                                         | 222 22      | 100   |             |
| المصدر: الهيئة العليا المستقلة للانتخابات |                                                  |             |       |             |

### الساحلين معتمر(ولاية المنستير)
رئيس البلدية المنتهية ولايته: أسماء الصغير (عن نداء تونس).

رئيس البلدية المنتخب: خميس برقاش (عن حركة النهضة).

السياق: بعد استقالة 11 مستشارين بلديين من جملة 18 في 21 أبريل 2020، تم حل المجلس البلدي في ?، وتقرر تنظيم انتخابات جزئية يوم 30 أغسطس 2020، على أن يقترع الأمنيون والعسكريون يوم 29 أغسطس.
| القائمة                                   | القائمة                      | عدد الأصوات | %     | عدد المقاعد |
| ----------------------------------------- | ---------------------------- | ----------- | ----- | ----------- |
|                                           | حركة النهضة                  | 838         | 28.78 | 5           |
|                                           | القائمة المستقلة «المستقبل»  | 711         | 24.42 | 4           |
|                                           | القائمة المستقلة «الوفاء»    | 646         | 22.18 | 4           |
|                                           | القائمة المستقلة «العدل»     | 468         | 16.07 | 3           |
|                                           | القائمة المستقلة «السواحلية» | 249         | 8.55  | 2           |
|                                           |                              |             |       |             |
| الأصوات الصحيحة                           | الأصوات الصحيحة              | 912 2       | 95.72 |             |
| الأوراق البيضاء                           | الأوراق البيضاء              | 39          | 1.28  |             |
| الأوراق الملغاة                           | الأوراق الملغاة              | 91          | 3     |             |
| المجموع                                   | المجموع                      | 042 3       | 100   | 18          |
| الامتناع                                  | الامتناع                     | 379 8       | 73.36 |             |
| المشاركة                                  | المشاركة                     | 042 3       | 26.64 |             |
| المسجلون                                  | المسجلون                     | 421 11      | 100   |             |
| المصدر: الهيئة العليا المستقلة للانتخابات |                              |             |       |             |

### زاوية قنطش(ولاية المنستير)
رئيس البلدية المنتهية ولايته: راضية الحاج صالح (عن نداء تونس).

رئيس البلدية المنتخب: جمال الدين الزرلي (عن القائمة المستقلة «المثابرة»).

السياق: بعد استقالة 8 مستشارين بلديين من جملة 12 في 29 مايو 2020، تم حل المجلس البلدي في ?، وتقرر تنظيم انتخابات جزئية يوم 30 أغسطس 2020، على أن يقترع الأمنيون والعسكريون يوم 29 أغسطس.
| القائمة                                   | القائمة                     | عدد الأصوات | %     | عدد المقاعد |
| ----------------------------------------- | --------------------------- | ----------- | ----- | ----------- |
|                                           | القائمة المستقلة «المثابرة» | 339         | 62.32 | 7           |
|                                           | حركة النهضة                 | 205         | 37.68 | 6           |
|                                           |                             |             |       |             |
| الأصوات الصحيحة                           | الأصوات الصحيحة             | 544         | 96.12 |             |
| الأوراق البيضاء                           | الأوراق البيضاء             | 11          | 1.94  |             |
| الأوراق الملغاة                           | الأوراق الملغاة             | 11          | 1.94  |             |
| المجموع                                   | المجموع                     | 566         | 100   | 12          |
| الامتناع                                  | الامتناع                    | 534 3       | 86.20 |             |
| المشاركة                                  | المشاركة                    | 566         | 13.80 |             |
| المسجلون                                  | المسجلون                    | 100 4       | 100   |             |
| المصدر: الهيئة العليا المستقلة للانتخابات |                             |             |       |             |

### كندار(ولاية سوسة)
رئيس البلدية المنتهية ولايته: علي بن ميم (عن نداء تونس).

رئيس البلدية المنتخب: رضا المعيوف (عن القائمة المستقلة «نهضة كندار»).

السياق: بعد استقالة 11 مستشارا بلديا من جملة 18 في 16 يونيو 2020، تم حل المجلس البلدي في 1 يوليو الموالي، وتقرر تنظيم انتخابات جزئية يوم 20 ديسمبر 2020، على أن يقترع الأمنيون والعسكريون يوم 19 ديسمبر.
| القائمة                                   | القائمة                                   | عدد الأصوات | %     | عدد المقاعد |
| ----------------------------------------- | ----------------------------------------- | ----------- | ----- | ----------- |
|                                           | القائمة المستقلة «زيتونة كندار»           | 597         | 13.77 | 3           |
|                                           | القائمة المستقلة «مركب الأمل بأولاد عامر» | 545         | 12.57 | 3           |
|                                           | القائمة المستقلة «نهضة كندار»             | 330         | 7.61  | 2           |
|                                           | القائمة المستقلة «النجمة»                 | 324         | 7.47  | 2           |
|                                           | 8 قوائم مستقلة تحصلت على مقعد لكل منها    | 890 1       | 58.58 | 8           |
|                                           |                                           |             |       |             |
| الأصوات الصحيحة                           | الأصوات الصحيحة                           | 337 4       | 96.20 |             |
| الأوراق البيضاء                           | الأوراق البيضاء                           | 77          | 1.70  |             |
| الأوراق الملغاة                           | الأوراق الملغاة                           | 95          | 2.10  |             |
| المجموع                                   | المجموع                                   | 509 4       | 100   | 18          |
| الامتناع                                  | الامتناع                                  | 271 3       | 42.04 |             |
| المشاركة                                  | المشاركة                                  | 509 4       | 57.96 |             |
| المسجلون                                  | المسجلون                                  | 780 7       | 100   |             |
| المصدر: الهيئة العليا المستقلة للانتخابات |                                           |             |       |             |

## مقالات ذات صلة
- الانتخابات البلدية في تونس